# مورله
مورله (به فرانسوی: Morlaix) یک کمون در فرانسه است که در Canton of Morlaix واقع شده‌است.

## خصوصیات
مورله ۲۴٫۸۲ کیلومترمربع مساحت و ۱۵٬۵۷۴ نفر جمعیت دارد.

## نگارخانه

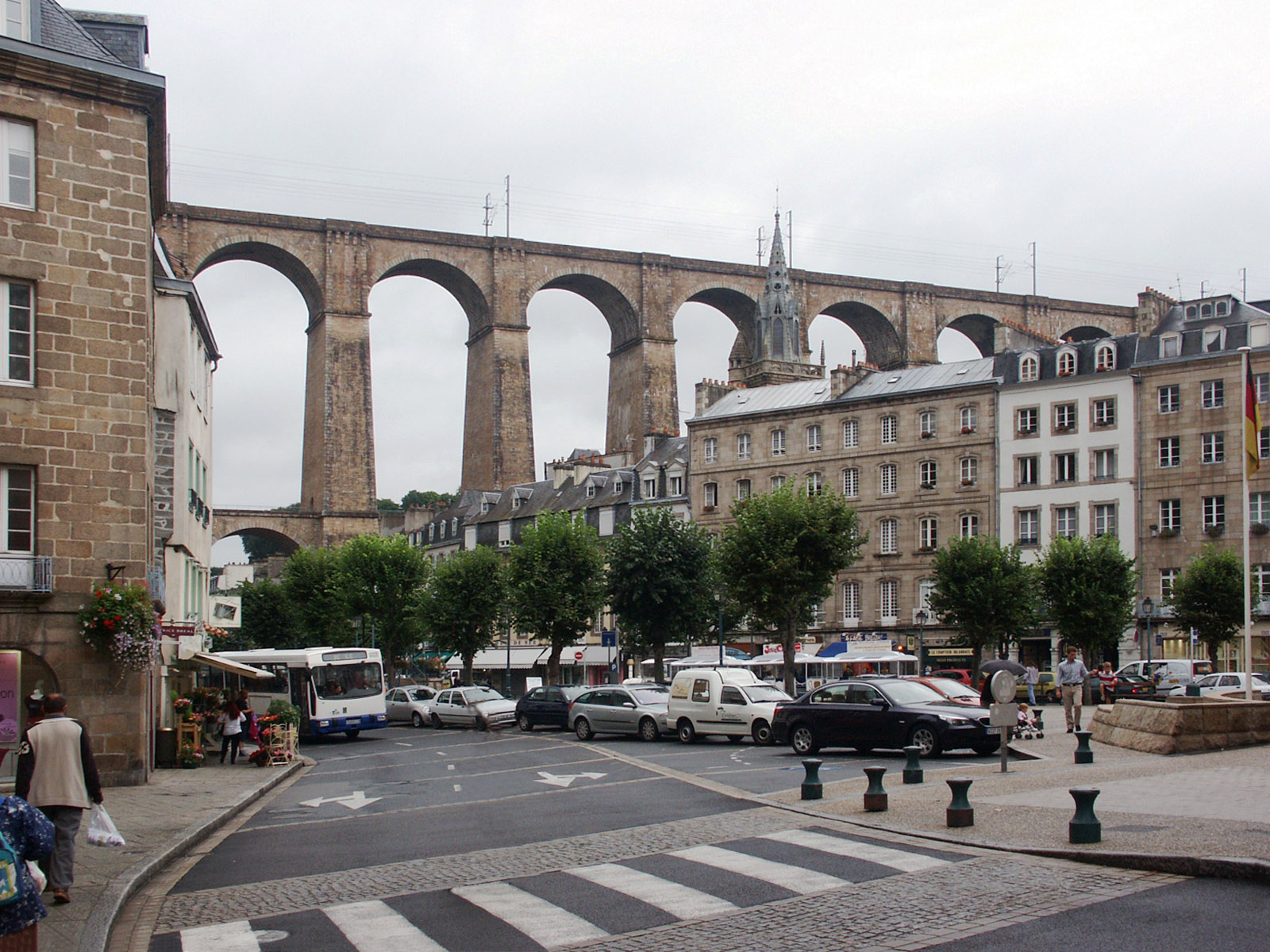
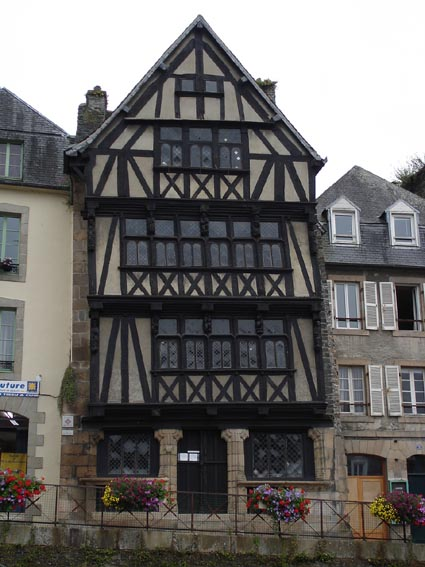
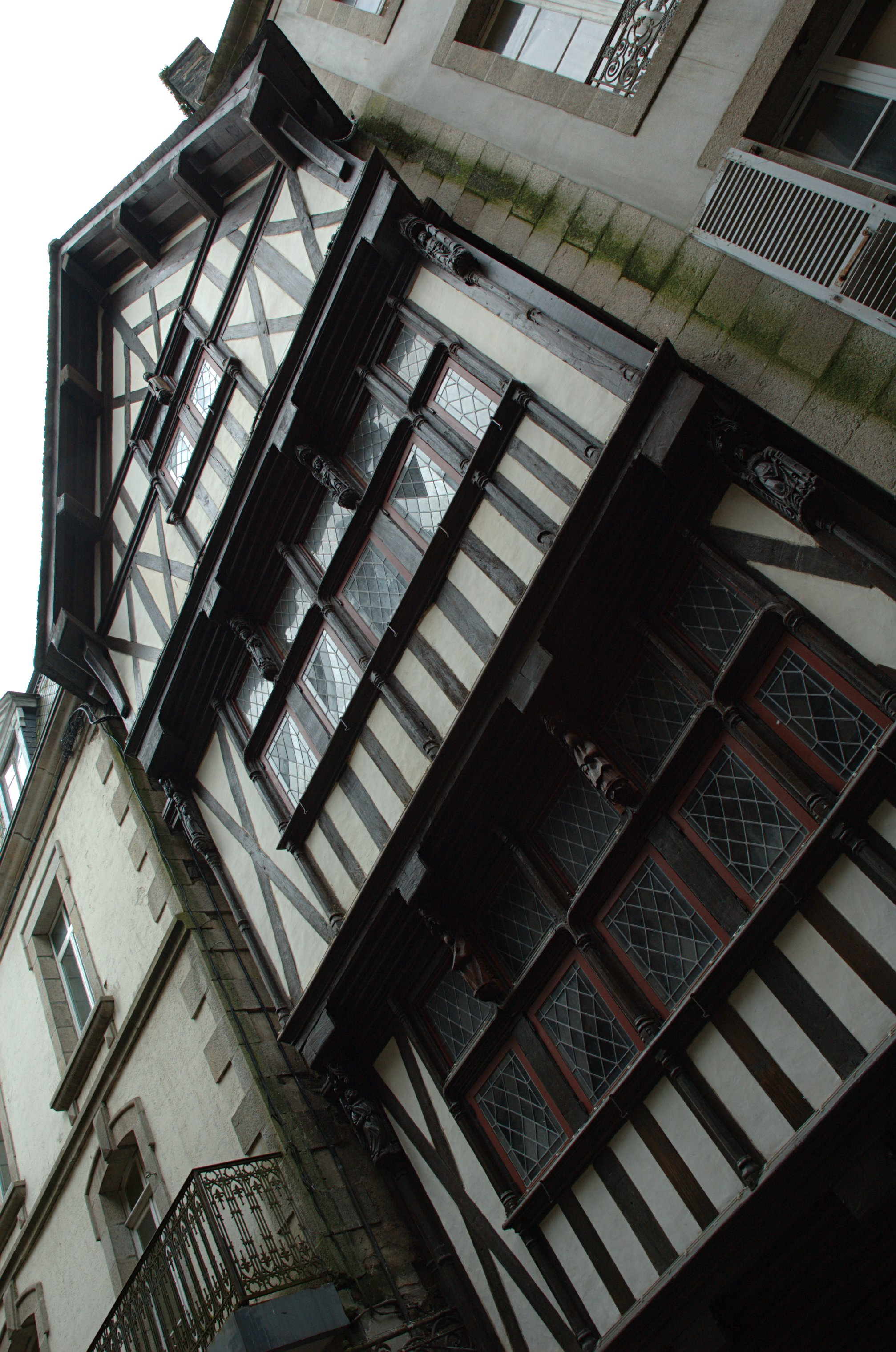
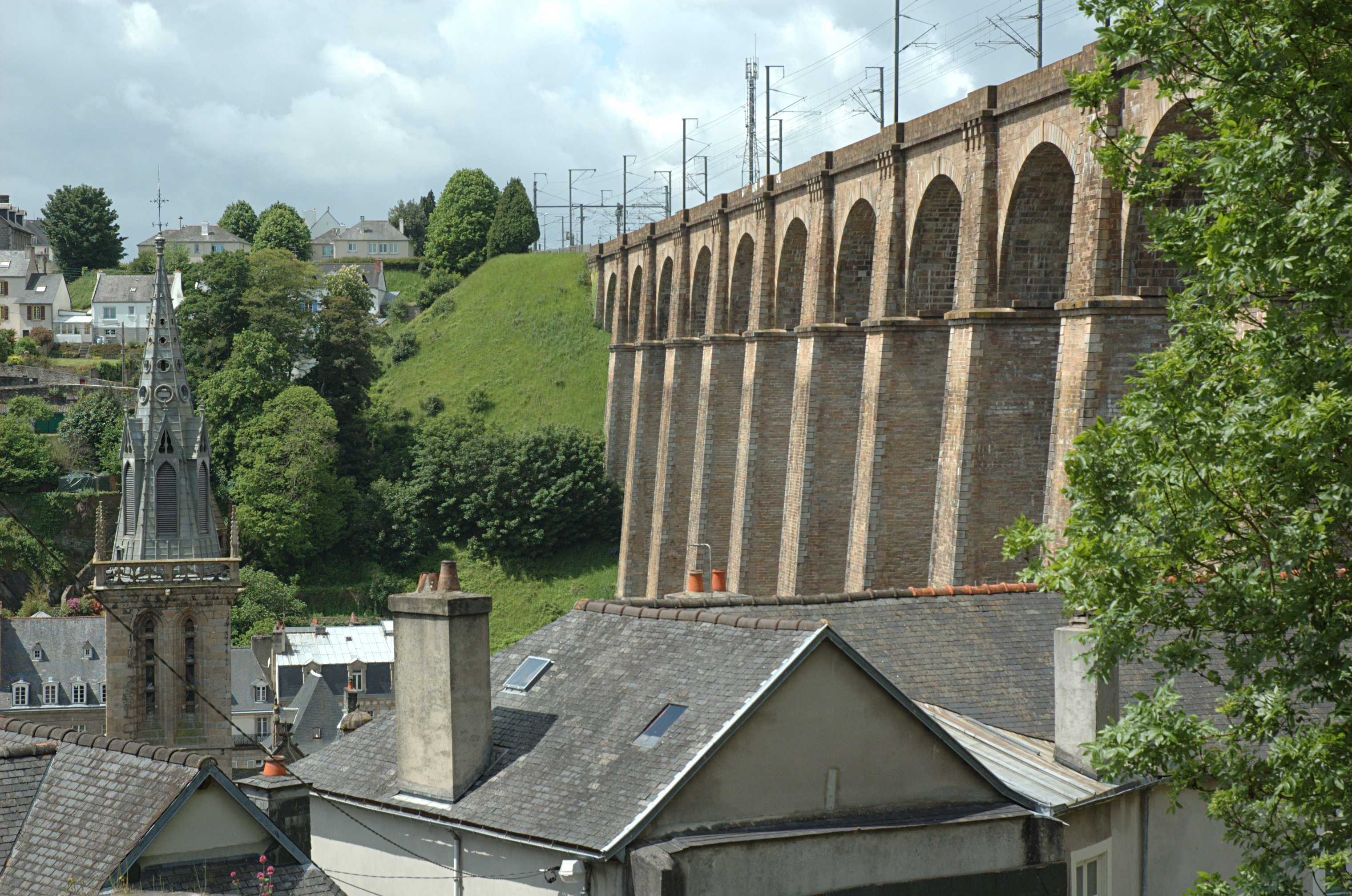
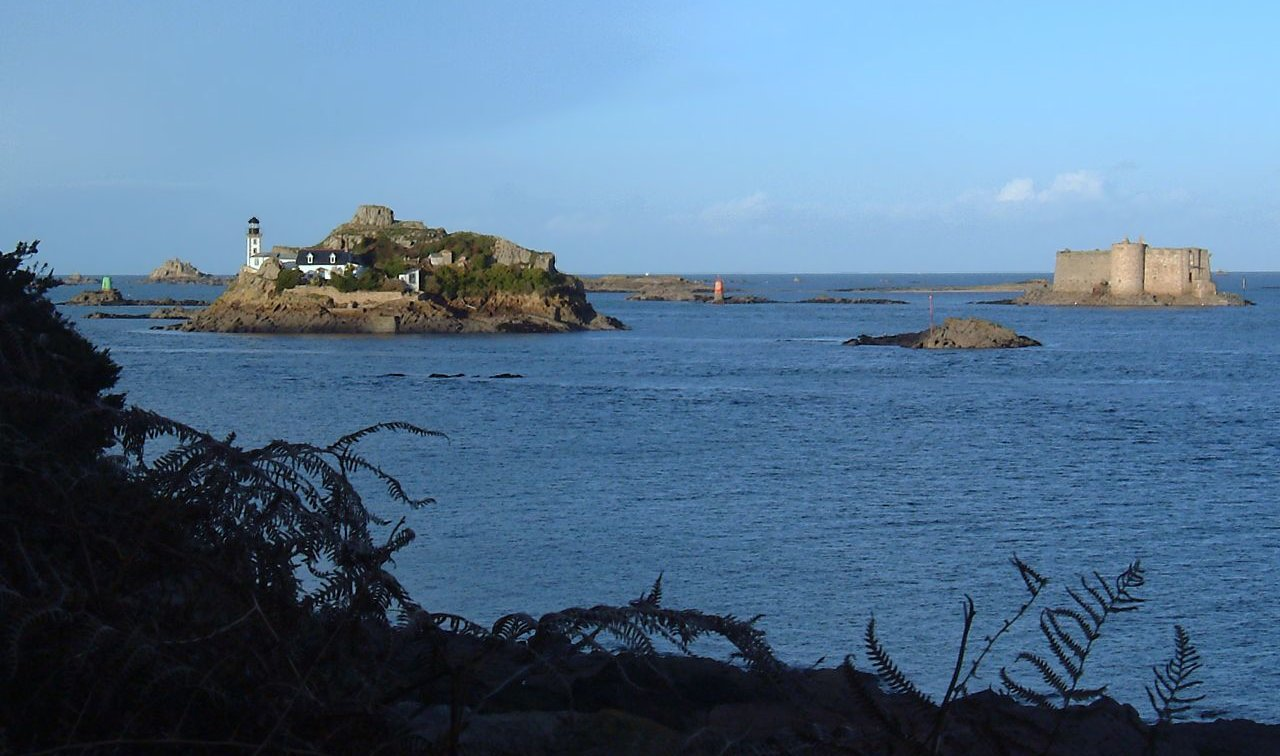